# يرتبة
يرتبة هي بلدة في مقاطعة قمشي في ولاية قشقداريا في أوزبكستان.